# Sint-Lievensprocessie
De Sint-Lievensprocessie was een belangrijke Gentse volksbedevaart die jaarlijks plaatsvond op het patroonsfeest van Sint-Lieven.
Elk jaar op 28 juni werden de relikwieën van Sint-Lieven uit de Gentse Sint-Baafsabdij gehaald om ze naar het vermeende graf van de patroonheilige in Sint-Lievens-Houtem te dragen. De oorsprong van deze belangrijke Gentse processie is terug te voeren tot 1007.
Vooral de terugkeer met het gebeente van Sint-Lieven ging vaak gepaard met baldadigheden. De Opstand van 1467 werd begonnen door aangeschoten bedevaarders die bij hun terugkeer stampei maakten tegen de voorwaarden opgelegd door de Vrede van Gavere. Karel de Stoute had zijn Blijde Intrede ongelukkig gehouden op de feestdag van Sint-Lieven.
Na de beruchte Gentse Opstand van 1539-1540 verbood keizer Karel V in zijn Carolijnse Concessie de processie. Op deze manier ging deze traditie geleidelijk aan verloren. Enkel de Houtem Jaarmarkt herinnert ons nog aan dit gebruik.